# 이코마 게이
이코마 게이(일본어: 生駒 稀生, 1997년 11월 21일~)는 일본의 축구 선수이다.

## 구단 경력
그는 2020년 FC 아와지섬에 입단했고, 2년동안 팀에서 뛰었다. 2022년 일본 풋볼 리그의 FC 티아모 히라카타로 이적했다. 2023년 8월 J3리그의 나라 클럽로 이적했다.